# William Paley
Pour les articles homonymes, voir Paley (homonymie).
William Paley (14 juillet 1743 à Peterborough – 25 mai 1805 à Bishopwearmouth) est un pasteur anglican et théologien britannique. Ses ouvrages ont beaucoup influencé Charles Darwin lors de ses études de théologie à l'université de Cambridge, en particulier Théologie naturelle ou Preuves de l'existence et des attributs de la divinité, tirées des apparences de la nature, paru en Angleterre en 1802, en France en 1813.
Il est surtout connu par l'argument du « Grand horloger » (watchmaker analogy).
« Si en traversant un désert, je marche sur une pierre, et que je me demande comment cette pierre se trouve là, je pourrais en rendre compte d’une manière passablement satisfaisante, en disant que de tout temps cette pierre a été dans ce lieu. […] Supposons qu’au lieu d’une pierre, j’eusse trouvé une montre, la réponse qu’elle a été de tout temps dans le même endroit ne serait pas admissible. Cependant, pourquoi cette différence ? Pourquoi la même réponse n’est elle pas applicable ? Parce qu’a l'examen de cette machine je découvre, ce que je n’avais pas pu découvrir dans la pierre, à savoir : que ses diverses parties sont faites les unes pour les autres, et dans un certain but ; que ce but est le mouvement, et que ce mouvement tend à nous indiquer les heures. […] Une fois le mécanisme saisi, la conséquence des faits me parait évidente. Il faut que cette machine ait été faite par un ouvrier : il faut qu’il ait existé un ouvrier, ou plusieurs, qui aient eu en vue le résultat que j’observe, lorsqu’ils ont fabriqué cette montre. [Paley, 1813
, pp. 1-3] »
« Supposons maintenant que celui qui a trouvé la montre découvre, qu’en outre de toutes les propriétés qu’il a observées dans cette machine, elle possède la faculté singulière de reproduire une autre montre toute semblable. Supposons qu’il découvre que la montre renferme tout un appareil dans lequel se travaillent les instruments dessinés à créer d’autres montres, par le seul effet spontané du mouvement existant : quelle influence cette découverte aura-t-elle sur son jugement ? [Paley, 1813, p. 7] »
« La machine que nous avons sous les yeux, démontre par sa construction une invention et un dessein. L’invention suppose un inventeur, et le dessein un être intelligent. [Paley, 1813, p. 10] »
Le prix Nobel de biologie François Jacob le formulait ainsi :
« De fait, la principale preuve de l'existence de Dieu a longtemps été « l'argument d'intention ». Développé notamment par Paley dans sa Théologie naturelle, publiée plusieurs années avant L'Origine des espèces, cet argument est le suivant. Si vous trouvez une montre, vous ne doutez pas qu'elle a été fabriquée par un horloger. De même, si vous considérez un organisme un peu complexe, avec l'évidente finalité de tous ses organes, comment ne pas conclure qu'il a été produit par la volonté d'un Créateur ? Car il serait simplement absurde, dit Paley, de supposer que l'œil d'un mammifère, par exemple, avec la précision de son optique et sa géométrie, aurait pu se former par pur hasard. »
Cet argument est parfois encore utilisé de nos jours par des partisans du dessein intelligent qui seraient démontrés selon eux par la complexité irréductible, mais le mécanisme darwinien de l'évolution montre que c'est plutôt l'émergence elle-même qui devient inévitable pour peu que puissent s'écouler des centaines de millions d'années de compétition au sein de toutes les espèces. Voir articles Stephen Jay Gould et Richard Dawkins. Même l'évolution de l'oeil s'explique d'ailleurs par le mécanisme darwinien.
William Paley est l'arrière grand père de l'économiste Mary Paley Marshall, auteure de The Economics of Industry (1879) avec Alfred Marshall.